# Oecobius fortaleza
Oecobius fortaleza är en spindelart som beskrevs av Jörg Wunderlich 1992. Oecobius fortaleza ingår i släktet Oecobius och familjen Oecobiidae.
Artens utbredningsområde är Kanarieöarna. Inga underarter finns listade i Catalogue of Life.